# Lise de Baissac
Lise Marie Jeannette de Baissac (11 de mayo de 1905 – 28 de marzo de 2004) nacida en la isla Mauricio, descendiente de franceses aunque de nacionalidad británica, fue una agente especial durante la II Guerra Mundial, trabajando del lado de los aliados.

## Vida
Fue la menor de tres hijos y ella, junto a su familia se mudaron a París en el año de 1919. En 1940, cuando París fue ocupado por los alemanes, su hermano mayor, Jean de Baissac, se unió a la fuerza armada británica y Lise y su otro hermano, Claude, viajaron al sur de Francia con la intención de llegar a Inglaterra. 
Lise obtuvo ayuda del Consulado Americano para viajar a Inglaterra. Una vez en Londres, Lise se contactó con Lady Kemsley, quien la ayudó a obtener un trabajo en el Daily Sketch. Por otro lado, su hermano Claude, fue reclutado por la SOE(Dirección de Operaciones Especiales). En cuanto la SOE empezó a reclutar mujeres, Lise aplicó para unirse. Ella fue entrevistada por Selwyn Jepson y fue rápidamente aceptada para comenzar su entrenamiento. 
Su entrenammiento tuvo lugar en Beaulieu, Hampshire, donde entrenó con un grupo de mujeres reclutadas entre ellas: Mary Herbert, Odette Sansom y Jacqueline Nearne.

### Primera misión
En septiembre de 1941, Lise y Andrée Borrel fueron las primeras agentes de la SOE que se lanzaron en paracídas en Francia. Su misión era estrablecer un resguardo en Poitiers donde los nuevos agentes pudieran estar. 

### Segunda misión
En abril de 1944, Lise trabajó para PIMENTO Network, dirigida por Anthony Brooks. Lise entró en conflicto con el grupo por diferencias ideológicas. Lise se reunió con su hermano Claude en Francia en el mismo año. Cuando las fuerzas armadas americanas llegaron para liberar el área ella estaba usando su uniforme FANY First Aid Nursing Yeomanry que había ocultado en Francia. 
Después de la guerra, Lise se casó con Gustave Villameur, un decorador de interiores  y vivieron en Marseille. No tuvieron hijos. 
En el 2008, su vida fue capturada por el filme francés Female Agents.